# Quality of service
Quality of service (QoS), pol. jakość usługi) – zgodnie z zaleceniem ITU-T E.800, całość charakterystyk usługi telekomunikacyjnej stanowiących podstawę do wypełnienia wyrażonych i zaspokajanych potrzeb użytkownika tej usługi.
Rozróżniane są metody usług zróżnicowanych (DiffServ) oraz metody usług zintegrowanych (IntServ).
Aby zapewnić QoS, stosowane są następujące mechanizmy:
- kształtowanie i ograniczanie przepustowości,
- zapewnienie sprawiedliwego dostępu do zasobów,
- nadawanie odpowiednich priorytetów poszczególnym pakietom wędrującym przez sieć,
- zarządzanie opóźnieniami w przesyłaniu danych,
- zarządzanie buforowaniem nadmiarowych pakietów: DRR, WFQ, WRR,
- określenie charakterystyki gubienia pakietów,
- unikanie przeciążeń: Connection Admission Control (CAC), Usage Parameter Control (UPC).